# Combat Mission
Combat Mission (укр. Бойове завдання) — це назва серії комп'ютерних воєнних ігор, ⁣що реалістично імітують тактичні битви. У кожній грі представлено низку не пов'язаних між собою цільових завдань, під час яких гравець має досягти поставлених цілей задля перемоги. Битви можуть проходити як проти штучного інтелекту, так і проти інших гравців у мережевій грі.
В усіх іграх присутні кілька десятків піхотних підрозділів, артилерійських систем, оборонних укріплень і наземних видів техніки з правдивими тактико-технічними характеристиками. Присутня система обліку реальної балістики та підрахунку пошкоджень з урахуванням типів броні, відстані, типу зарядів і погодних умов. Також імітується моральний і фізичний стан бойових підрозділів.
Ігри серії «Бойове завдання» — це суміш покрокової гри та гри в режимі реального часу. Ігрове середовище повністю тривимірне зі стилем гри «Ми-ходимо», коли кожен гравець вводить свої накази в комп'ютер одночасно під час пауз у дії, а потім не може втручатися під час фази дії. У більш звичних покрокових іграх використовується система гри «Я-ходжу/Ти-ходиш».
Більшість ігор серії комплектуються потужним редактором рівнів, що дозволяє усім охочим створювати власні сценарії бойових дій. Також можна вибрати режим випадкової генерації мапи й битви.
Випущене професійне видання гри, яке використовують військові багатьох країн, зокрема США, Великої Британії та Австралії.

## Технічні подробиці
Почергове/одночасне виконання
Ходи поділяються на фазу планування та фазу виконання. У той час як фаза планування в режимі одного гравця може тривати стільки, скільки потрібно гравцеві, щоб віддати накази всім своїм підрозділам, фаза виконання завжди триває 60 секунд реального часу. Обидві сторони, чи то комп'ютер, чи то інша людина, вводять свої накази до того, як відбудеться фаза виконання. Це зветься системою Ми-ходимо. Під час фази виконання підрозділи виконують свої накази, але гравець не може вплинути на результат і обмежується лише переглядом, відтворенням і переміщенням камери. У всіх іграх пропонується грати окремі битви (від 15 до 60 ходів, або 120 ходів в іграх «Від Барбаросси до Берліна» та «Африканський корпус») або операції, що об'єднують серію битв. Детальніше це описано нижче під заголовком «Сценарії».
Редактор
В іграх серії є редактор для створення мап і битв. Редактор — простий, заснований на клітинках, діє згори вниз і дає змогу картографам розміщувати будь-які клітинки місцевості гри будь-де на квадратній сітці, що являє собою мапу, а також змінювати висоту кожної клітинки окремо. Якщо мапу розроблено як сценарій із фіксованими силами, то на додаток до сил, які будуть розташовані з кожної сторони, можна розміщувати будівлі, дороги, ліси, поля, скелі та водойми. Крім того, при створенні власних сценаріїв розробники можуть писати власні текстові вступні слова до сценарію; один текстовий файл для обох сторін і два інші текстові файли для кожної зі сторін, які задають битву та порядок бою. Розробники також можуть писати власні тексти щодо перемоги та поразки.
Також пропонується можливість «швидкої битви». При цьому гравці можуть редагувати лише деякі загальні параметри (тип цільового завдання, рік, регіон), а потім комп'ютер створює випадкову карту. Підрозділи можна обрати за допомогою комп'ютера або придбати за бали. Кожен підрозділ має ціну в балах залежно від різновиду, наприклад, танк коштує дорожче, ніж загін піхотинців зі стрілецькою зброєю. За бажанням, для більшої реалістичності, при покупці підрозділів можна враховувати їхню рідкість. Це дозволяє зберегти відповідність битв тому періоду, оскільки гравці, які намагаються використовувати більш рідкісні підрозділи, отримують штрафні бали. Крім того, багато хто з розробників сценаріїв ретельно досліджує битву, щоб досягти історичної точності.
Багатокористувацька гра
В усіх іграх можна грати одному проти налаштовуваного штучного інтелекту або проти людини-суперника через гаряче крісло, електронну пошту або TCP/IP.
Масштаб
Гра відбувається на рівні загону/команди з наданими транспортними засобами та зброєю. Залежно від сценарію, гравці можуть командувати силами від взводу до посиленого батальйону. В ідеалі гра працює на рівні роти, а гравець бере на себе роль командира роти. Враховуючи великий розмір мап в іграх «Від Барбаросси до Берліна» і «Африканський корпус», при достатній потужності комп'ютера гравець може розгорнути бригаду або полк на одній мапі.

### Ігрові концепції
Моральний дух і лідерство
В продовження теми, вперше представленої в серії тактичних комп'ютерних військових ігор Ближній бій, в іграх Бойове завдання моделюється моральний дух солдатів, з різними рівнями від «Все гаразд» до «Тікає». Також моделюються рівні втоми, і, починаючи з гри «Від Барбаросси до Берліна», солдати моделюються з різними рівнями фізичної форми: «Придатний», «Ослаблений» або «Непридатний». Ще одним фактором є досвід і підготовка, які в грі Бойове завдання присвоюються підрозділам, починаючи від «Новобранці» і закінчуючи «Елітними» підрозділами.
Хоча кожен підрозділ намагатиметься виконувати команди, підрозділи, що потрапили під обстріл, реагуватимуть на цей вогонь, ховаючись, припиняючи опір або навіть втікаючи в паніці. Підрозділи відновлюватимуться після зниження морального духу, хоча деякі з них можуть бути виведені з ладу до кінця гри. У грі також моделюється лідерство: штабні підрозділи впливають на бойовий дух, вогневу міць і прихованість підрозділів, що перебувають під їхнім командуванням.
Втрати
Влучання у ворожий підрозділ не завжди означає його знищення. Піхотні підрозділи в грі представляють від 1 до 15 солдатів, а поранені чи вбиті зникають із симуляції. Коли підрозділ втрачає всю наявну особовий склад, він відображується на карті у вигляді піктограми мертвого солдата.
Пробиття броні в іграх Бойове завдання обробляється реалістично. У грі моделюються часткові пробиття, розколювання та несмертельні пробивні влучання з реалістичною балістичною статистикою як для броні, так і для бронебійної зброї. Моделюються й катастрофічні пошкодження техніки, причому реальні моделі танків, схильні до пожеж, настільки ж схильні до загоряння в грі.
Різновиди сценаріїв
У першій серії ігор Бойове завдання є два різновиди сценаріїв: «битви» та «операції». Битви — це окремі сценарії, чи то випадково згенеровані швидкі битви, чи попередньо створені розробниками сценаріїв. Операції — це серії з двох або більше битв, що проводяться на одній і тій же місцевості, що поєднує ці бої в ширший загальний контекст. В операції війська переносяться з однієї битви в іншу, але часто при цьому підрозділи отримують поповнення боєприпасів, а до армії гравця додаються нові підрозділи. Операції мають інші цілі, аніж сценарії; іноді перемога залежить, наприклад, від просування до кінця карти.
Перемога
Перемога оцінюється за чотирма факторами; завдання втрат, утримання ключових позицій (якщо це вказано в сценарії прапорцями), вихід підрозділів з карти (якщо це вказано в сценарії) і захоплення у полон солдатів супротивника. Підрахунок балів проводиться після кожного сценарію.
Виявлення і туман війни
Гравець може зменшити масштаб і спостерігати за полем бою з висоти пташиного польоту, або збільшити масштаб і прикріпити камеру до окремого підрозділу. Однак через особливості туману війни гравець побачить лише ті ворожі підрозділи, які були помічені його власними підрозділами. Кожен підрозділ має власну пряму видимість, яка обмежується перешкодами, такими як пагорби, будинки та дерева. Ніч, пил, погода, дим чи піщані бурі — усе це зменшує пряму видимість.
Іноді підрозділи можуть почути ворога. Це позначається сірим символом із червоним знаком питання та надписом «звук». Звукова контактна інформація, як правило, менш точна, аніж зорова. Крім того, раніше помічені підрозділи можуть знову зникнути, якщо вони сховаються або перемістяться за межі прямої видимості. Далекого зорового контакту не завжди достатньо для правильного визначення ворожого підрозділу.
Пряма видимість
На кожен підрозділ під контролем гравця можна клацнути, аби відобразилося графічне представлення прямої видимості. Пряма видимість іноді є єдиним способом визначити, чи бачить підрозділ певне місце, чи ні.

У першому поколінні ігор використовувалася концепція «абсолютного виявлення», а в другому — «відносного виявлення».
… «відносне виявлення»… це… (коли) кожен підрозділ знає, що він помітив чи не помітив. Наразі у «Бойовому завданні» використовується так зване «абсолютне виявлення», що означає, що коли якийсь підрозділ щось помічає, воно стає поміченим. Ніяк не розрізняється, чи хтось ще помітив це до чи після.

Відносне виявлення — це те, що ми хотіли запровадити в грі "Більше ніж Оверлорд". На жаль, це складніше, ніж може здатися на перший погляд. Кожен підрозділ міг би бачити чи стріляти лише по тих підрозділах, про які він знає. Це означає, що весь час відбувається дуже багато обчислень виявлення, навіть якщо підрозділи вже були помічені. Це означає, що потрібно постійно проводити силу-силенну розрахунків, навіть якщо підрозділи вже були помічені. Це також означає, що має бути якийсь користувацький інтерфейс для розрізнення підрозділів, помічених іншими підрозділами, і підрозділів, помічених поточним обраним підрозділом. Якщо я згадаю, коли ми зрозуміли, що це було занадто складно для першої версії, я впевнений, що зможу пригадати ще кілька важливих причин, чому ми не пішли на відносне виявлення одразу
Погода і місцевість
Погода та місцевість бойових дій дуже мінливі та включають різну видимість (сонячно, туман, опади, ніч), ґрунтовий покрив (багнюка, сніг, суха земля), температуру (за винятком гри Більше ніж Оверлорд, екстремальні температури впливають на характеристики автомобіля та зброї) і тип ґрунту (бруд, пісок, каміння). Місцевість планується як 20 метрові клітинки в рушії «CMx1» (в «CMx2» клітинки стали меншими) і включає типи місцевості, що відповідають кожному окремому театру бойових дій (Західна Європа, Східна Європа, Середземномор'я), включаючи чагарник, болота, окремі дерева, ліс, сосновий ліс, живоплоти, низькі паркани (дерев'яні та кам'яні), кладовища, малі та великі будівлі, кам'яні та дерев'яні будівлі, маленькі хатинки, степ, пустелю, кам'янисту місцевість, пальми, вкриту вирвами землю, ґрунтові дороги, дороги з твердим покриттям, глибокі та мілкі броди, річки та різні типи мостів.

### Звук і музика
В іграх Бойове завдання немає фонової музики, окрім титульного екрана. Звук у грі складається з шуму вітру, дощу та фонових вибухів.
Різні транспортні засоби мають різні звуки двигунів, а війська вигукують різні фрази на своїх рідних мовах, щоб повідомити гравцеві, що підрозділи рухаються, потрапляють під обстріл, панікують, у них закінчуються боєприпаси, вони здаються в полон або відбуваються інші події на полі бою. Різні системи зброї також мають різні звукові ефекти.

### Фізичний рушій
У кожній з ігор використовується реалістичний фізичний рушій. Танки можуть займати позицію, на якій їх корпус захищений перешкодами. Машини, підбиті під час руху на повній швидкості, іноді продовжують рух внаслідок імпульсу, перш ніж зупиняться. Танки можуть зіштовхувати легші машини з дороги. Враховуються такі специфічні деталі, як тиск на ґрунт, аж до того, що важкий танк застрягне в багнюці; а джип зможе спокійно проїхати по тій же ділянці.

### Команди й тактика підрозділів
Залежно від різновиду підрозділу, кожен підрозділ має набір доступних для нього команд. Накази про рух віддаються за допомогою маршрутних точок, при цьому можна вибрати різну швидкість і рівень прихованості. Підрозділ намагатиметься слідувати вказівкам, поки не потрапить під обстріл або не наткнеться на мінне поле. Танки можуть полювати на інші танки, займаючи позицію за перешкодами, що захищають корпус, або «підкрадатися і стріляти», стріляючи, а потім відступаючи до заздалегідь вибраного місця сховку. Піхотні підрозділи можуть ховатися, підкрадатися та пересуватися. Більшість підрозділів можуть бігти деякий час, і багато підрозділів, наприклад стрілецькі загони, можуть «наступати» або «штурмувати», що імітує використання вогню та пересування на рівні загону, коли одні бійці ведуть вогонь з укриття, а інші наступають короткими перебіжками. Радянські підрозділи можуть атакувати людськими хвилями. Можна вести вогонь по виявленим ворогам, а також віддавати команди «Вогонь по площі».
Хоча підрозділам можна наказувати виконувати певні конкретні дії (атакувати, вести вогонь, пересуватися, ховатися і т.і.), фактична тактика підрозділів, в сенсі маневрування, зайняття цілі або влаштування засідки, повністю диктується гравцем. Підрозділи під людським командуванням не можуть рухатися (за винятком втечі, якщо вони розбиті або приголомшені), якщо немає спеціального наказу про це. Вони відкриватимуть вогонь у відповідь, якщо їх обстрілюють, а танки випускатимуть дим і часто відступатимуть на невелику відстань, якщо зафіксують лазер наведення ворожого танку або іншої важкої техніки.

### Реалізм
Ігровий рушій по-різному обробляє різні аспекти поля бою: від дуже деталізованих (наприклад, танкова броня) до дуже абстрактних (наприклад, рух піхоти). Два варіанти рушія, «CMx1» та «CMx2», також мають значні відмінності у можливостях обробки, здатності працювати з великою кількістю підрозділів або складними моделями/мапами та складністю ітеративного штучного інтелекту, причому CMx2 є набагато надійнішим, стабільнішим та гнучкішим розвитком основного рушія гри.
- Піхота в першій серії ігор (у яких використовується рушій «CMx1») обробляється простіше, ніж в наступних частинах гри: загін із 12 осіб відображається у вигляді 3 солдатів і числового значення 12 у рядку стану, якщо клацнути на нього. Екіпаж базуки, що складається з двох осіб, відображається як один солдат і числове значення, що показує два в рядку стану. Яким би великим не був загін за чисельністю особового складу, він завжди буде атакувати та пересуватися як єдине ціле. Великі піхотні підрозділи можуть бути розділені на менші, менш дієві підрозділи, з відповідною втратою бойового духу.

Рушій «CMx2», який використовується починаючи з гри «Бойове завдання: Ударна сила», забезпечує набагато більш детальне опрацювання піхоти. Окремі солдати моделюються, анімуються і відстежуються разом з власним штучним інтелектом у грі. Таким чином, взвод з 8 піхотинців містить 8 окремих солдатів, які розглядаються як окремі одиниці, об'єднані загальним ШІ, але з власним набором характеристик, включаючи навіть їхні імена.
Наприклад, в реальному часі відстежується моральний стан кожного солдата, хоча не він сам, а його підрозділ в цілому (відділення, команда, взвод і т. д.) може буде розбитий або згуртований. Кожен солдат буде оглядати, прицілюватися, стріляти, кидати гранати, перезаряджати, укриватися, діючи в складі свого підрозділу. Якщо взвод отримає наказ рухатися, кожен солдат намагатиметься це зробити, але при цьому реагуватиме на події навколо, такі як вогонь на придушення, артилерійські вибухи, міни тощо.
- Деякі аспекти спрощені для більшої наочності та уникнення перевантаження рушія надмірною кількістю деталей. Досвід, мотивація та фізична підготовка вимірюються за шкалою для кожного підрозділу, найменшим з яких є команда (наприклад, кулеметник і помічник, або снайперський дует) або окремий танк чи БМП. Ці м'які фактори можуть бути вручну скориговані від рівня батальйону до окремих команд або машин — таким чином, механізована піхотна рота може мати колективний рівень досвіду «Ветерани», але 1-й взвод отримує досвід «Звичайний», в той час, як його 1-е відділення може бути визначене як «Новобранці».
- Місцевість обробляється 20-метровими клітинками. Коли ви бачите групу дерев на графіці бою, ви можете повністю вимкнути візуалізацію дерев, і замість них залишиться темно-зелена ділянка землі. Ця область має значення для забезпечення укриття, маскування та перешкоджання руху. Це значення завжди діє для всієї клітинки, а не для окремого дерева. Правильна обробка висоти дозволяє шукати укриття за схилами або домінувати на полі бою, контролюючи височини. Тактика оборони на зворотному схилі також може бути досить дієвою, як і в реальному житті.
- Літаками не можна ні керувати, ні бачити їх взагалі. Залежно від опису сценарію, в бою можуть брати участь літаки. Все, що ви побачите — це тінь від літака, що швидко рухається по землі. Однак літаки можуть бути знищені (ви побачите трасери кулеметного та зенітного вогню, що здіймаються вгору) та можуть стріляти у відповідь (з різною точністю) зі своїх гармат, скидаючи бомби та ракети.
- Важка артилерія непрямого наведення здебільшого знаходиться за кадром і представлена одним артилерійським спостерігачем. Якщо він має пряму видимість цілі, він може віддати наказ про дуже точний обстріл цільової зони. Однак шаблони цілей передбачувано спрямовані до країв карти. У грі «Від Барбаросси до Берліну» з'явилася ідея заздалегідь спланованого загороджувального вогню, який можна викликати негайно на першому ходу гри без шансів на помилку, що являє собою заздалегідь сплановані артилерійські цільові завдання, а не завдання «за викликом».

У грі «Бойова місія: Чорне море» запроваджено використання БПЛА. Деякі моделі безпілотників, зокрема ті, що використовуються американськими військами, можна використовувати для виявлення цілей за межами прямої видимості оперативного підрозділу, що дозволяє ставити цільові завдання непрямої вогневої підтримки або аеророзвідки та оповіщення.
- Дуже детально представлені міномети та гармати прямого наведення.
- Танки та всі види транспортних засобів змодельовані дуже детально, з точно дослідженими значеннями швидкості, кількості озброєння, дальності та кутів наведення гармат, швидкості башти та кутів пробиття броні / якості броньових пластин, що захищають різні частини транспортного засобу. Присутні різні типи боєприпасів з різними значеннями бронепробивної здатності.
- Історичні деталі, такі як уніформа та наявність типів і якості військ, дуже детальні та загалом добре досліджені, при цьому особлива увага приділяється відомостям про німецький бойовий порядок. У грі можна використовувати підрозділи будь-якого розміру від взводу до батальйону, але специфіка озброєння та особового складу не визначається користувачем. Проте, розлогі дослідження різних типів військ та підрозділів дають гравцям широкий спектр різновидів підрозділів. Наприклад, хоча гравець не може визначити, скільки людей або ПТРК матиме загін німців, він, одначе, може вибрати підрозділи з різних родів військ (Люфтваффе, Ваффен СС, Сухопутні війська, Фольксгренадери) і типів (механізовані, повітряно-десантні, піхотні, охоронні й т.і.), всі з яких мають стандартизовані, але історично досліджені сили та обладнання.

## Ігри

### Ігровий рушій CMX1

#### Бойове завдання: більше ніж Оверлорд
Перша гра у серії, що вийшла 31 травня 2000 року. Гра створена на власному рушії розробника — CMx1. Дія відбувається під час операції Оверлорд. Є дві сторони конфлікту — Союзники, представлені США, Великобританією, Францією, Польщею та Канадою; і Вісь, представлена лише Німеччиною. 2003 року вийшло спеціальне видання гри.

#### Бойове завдання II: від Барбаросси до Берліна
Друга частина серії, що вийшла 2002 року. Дія відбувається на Східному фронті Другої світової з початку операції Барбаросса до штурму Берліна. Склад супротивних сторін змінився — сили Союзників представлені Червоною Армією, радянськими партизанами та Армією Людовою, а сили Осі — Вермахт і збройні сили Фінляндії, Італії, Угорщини та Румунії (у місіях пізнього періоду війни Румунія переходить на бік Союзників).
Танки мають команду «стріляй і від'їжджай», що дозволяє гравцеві визначати вогневу позицію і позицію відступу для своїх танків. «Від Барбаросси до Берліна» — єдина гра в серії, яка дозволяє гравцеві воювати на великих заводах і використовувати каналізацію.

#### Бойове завдання3: Африканський корпус
Третя частина серії, що вийшла 2004 року. Театр воєнних дій — Північна і Східна Африка, Італія і Кріт. Супротивні сторони представлені США, Британією та її домініонами, Польщею та підрозділами Вільної Франції з одного боку та Німеччиною та Італією з іншого.

### Ігровий рушій CMX2

#### Бойове завдання: Ударна сила
Четверта частина гри, яка перенесла гравців у вигадане американське вторгнення до Сирії. Висвітлює битви між бригадами американських Страйкерів та сирійськими військами у 2007 році. Вийшла 27 липня 2007 року.
Перша гра серії, створена на рушії CMx2, Ударна сила має покращену графіку та 3D-моделювання, включаючи такі незвичні особливості, як положення сонця та зірок на небі. Моделювання піхоти пропонує представлення 1:1 (кожен окремий солдат зображений у 3D-світі власною анімованою графікою).
Також до цієї гри було випущено три модулі, що завантажуються:
- Бойове завдання: Ударна сила морської піхоти
- Бойове завдання: Ударна сила британських військ
- Бойове завдання: Ударна сила НАТО

#### Бойове завдання: Битва за Нормандію
Продовження гри «Більше ніж Оверлорд», випущене у 2011 році. На відміну від попередньої гри, присутні лише війська США та Німеччини. Як і в грі «Ударна сила», в цій грі є ряд доповнень, що завантажуються: Commonwealth Forces, Market Garden, Vehicle Pack і Battle Pack.

#### Бойове завдання: Дотик
Гра для IPad, випущена у співпраці з Dromedary, LLC у 2012 році. Дія гри розгортається в Нормандії 1944 року, протиборчі сторони: США та Німеччина. На відміну від інших ігор серії, у грі відсутній генератор карт.

#### Бойове завдання: Фортеця Італія
Гра серії повністю присвячена Італійському фронту Другої світової. Дія відбувається в рамках Італійської кампанії, базова гра включає армію США, італійську армію та Люфтваффе (дивізія Германа Герінга). Використовує оновлений двигун CMx2 версії 2.0. Вийшла у 2012 році, У наступному році вийшло завантажуване доповнення Лінія Густава.

#### Бойове завдання: Червоний грім
Гра зосереджена на радянському наступі, операції «Багратіон», яка була розпочата в червні 1944 року, невдовзі після операції «Нептун» на заході. Гру було випущено 4 квітня 2014 року.

#### Бойове завдання: Чорне море
Вийшла 4 листопада 2014 року. Гра Чорне море зосереджується на гіпотетичній війні між НАТО та Росією за Україну у 2017 році. Згідно з природою сучасного конфлікту, було введено кілька нових функцій, зокрема радіоелектронну боротьбу, безпілотні літальні апарати та зброю з лазерним наведенням.

#### Бойове завдання: Останній бліцкриг
Вийшла 8 квітня 2016 року. Гра присвячена німецькому контрнаступу в Арденнах. У грі представлені війська армії США, Німеччини, Ваффен-СС і Люфтваффе в Нідерландах, Франції, Німеччині та Арденнах у період з 1 жовтня 1944 року по 31 січня 1945 року.

#### Бойове завдання: Ударна сила 2
Вийшла 31 серпня 2020 року. У грі оновлено первісну гру Ударна сила до сучасного рушія Game Engine 4, що значно покращило графіку оригінальної гри, 3D-моделі, особливості навколишнього середовища, інтерфейс користувача, взаємодію з користувачем, сценарії зі штучним інтелектом та редактор ігор. До гри також додані додаткові ігрові функції, розроблені для ігор Чорне море та Останній бліцкриг.
Модулі: Гра містить всі три модулі з первісної гри Ударна сила (морська піхота, британські сили та НАТО), причому більшість 3D-моделей перебудовано та оновлено. Усі первісні сценарії та кампанії (від базової гри та додаткових модулів) включено, оновлено та загалом покращено до рівня рушія Game Engine 4.

## Вміст, створений користувачами
Спільнота гравців у «Бойове завдання» дуже жваво створює нові сценарії та модифікації ігор. Одне з найбільших сховищ вмісту, створеного користувачами, а також деякі популярні форуми можна знайти на thefewgoodmen.com. Ще форуми можна знайти на офіційному вебсайті Battlefront community.battlefront.com. Мабуть, найбільшим творцем вмісту на YouTube є Usually Hapless.